# Juan Manuel Fedorco
Juan Manuel Fedorco (Carmen de Patagones, 28 de noviembre de 2000) es un futbolista argentino que juega de defensa. Su pase pertenece al Club Atlético Independiente de la  Liga Profesional de Fútbol Argentino, y está a préstamo en el Club Puebla de la Liga MX.

## Carrera

### Inicios
Inició su camino en Deportivo Patagones, para luego hacer inferiores en Olimpo, de Bahía Blanca.

### Ascenso
Años más tarde pasó a Sol de Mayo, donde debutó en 2019, participando del Torneo Federal A de la tercera categoría de Argentina.
A mediados de 2021, tuvo un breve paso por Douglas Haig. En 2022 disputó el Regional Amateur con San Jorge de Santa Fe, para volver a la tercera categoría para jugar con Independiente de Chivilcoy, ese mismo año. Gracias a la continuidad y su buen presente, antes de concluir el año Nueva Chicago se lo llevó para disputar la Primera Nacional, donde jugó durante todo el 2023, ganándose un lugar entre los titulares y mostrando un gran nivel. 

### Club Atlético Independiente
Luego de su gran paso por Nueva Chicago, en enero de 2024 el Club Atlético Independiente fue a buscarlo a pedido del DT Carlos Tévez. Finalmente, firmó contrato por cuatro años con el Rojo de Avellaneda, que compró el 75% de su pase. 
Debutó con los diablos rojos el 8 de febrero de 2024 ante Huracán, encuentro que finalizó en empate sin goles, donde se destacó la labor del jugador.

## Estadísticas

### Clubes
Actualizado de acuerdo al último partido jugado el 14 de Diciembre de 2024.
| Club                                | Div.          | Temporada     | Liga  | Liga  | Liga   | Copas nacionales | Copas nacionales | Copas nacionales | Torneos internacionales | Torneos internacionales | Torneos internacionales | Total | Total | Total  |
| Club                                | Div.          | Temporada     | Part. | Goles | Asist. | Part.            | Goles            | Asist.           | Part.                   | Goles                   | Asist.                  | Part. | Goles | Asist. |
| ----------------------------------- | ------------- | ------------- | ----- | ----- | ------ | ---------------- | ---------------- | ---------------- | ----------------------- | ----------------------- | ----------------------- | ----- | ----- | ------ |
| Sol de Mayo Argentina               | 3.ª           | 2019          | 3     | 0     | 0      | 0                | 0                | 0                | —                       | —                       | —                       | 3     | 0     | 0      |
| Sol de Mayo Argentina               | 3.ª           | 2020          | 13    | 0     | 0      | 2                | 0                | 0                | —                       | —                       | —                       | 15    | 0     | 0      |
| Sol de Mayo Argentina               | 3.ª           | 2021          | 5     | 0     | 0      | 0                | 0                | 0                | —                       | —                       | —                       | 5     | 0     | 0      |
| Sol de Mayo Argentina               | Total club    | Total club    | 21    | 0     | 0      | 2                | 0                | 0                | 0                       | 0                       | 0                       | 23    | 0     | 0      |
| Douglas Haig Argentina              | 3.ª           | 2021          | 9     | 0     | 0      | 0                | 0                | 0                | —                       | —                       | —                       | 9     | 0     | 0      |
| Douglas Haig Argentina              | Total club    | Total club    | 9     | 0     | 0      | 0                | 0                | 0                | 0                       | 0                       | 0                       | 9     | 0     | 0      |
| Independiente (Chivilcoy) Argentina | 3.ª           | 2022          | 32    | 0     | 0      | 0                | 0                | 0                | —                       | —                       | —                       | 32    | 0     | 0      |
| Independiente (Chivilcoy) Argentina | Total club    | Total club    | 32    | 0     | 0      | 0                | 0                | 0                | 0                       | 0                       | 0                       | 32    | 0     | 0      |
| Nueva Chicago Argentina             | 2.ª           | 2023          | 30    | 0     | 0      | 0                | 0                | 0                | —                       | —                       | —                       | 30    | 0     | 0      |
| Nueva Chicago Argentina             | Total club    | Total club    | 30    | 0     | 0      | 0                | 0                | 0                | 0                       | 0                       | 0                       | 30    | 0     | 0      |
| C. A. Independiente Argentina       | 1.ª           | 2024          | 17    | 0     | 0      | 9                | 0                | 0                | —                       | —                       | —                       | 26    | 0     | 0      |
| C. A. Independiente Argentina       | Total club    | Total club    | 17    | 0     | 0      | 9                | 0                | 0                | 0                       | 0                       | 0                       | 26    | 0     | 0      |
| Total carrera                       | Total carrera | Total carrera | 109   | 0     | 0      | 11               | 0                | 0                | 0                       | 0                       | 0                       | 120   | 0     | 0      |
| 1. 2. 3.                            |               |               |       |       |        |                  |                  |                  |                         |                         |                         |       |       |        |